# Magyardellő
Magyardellő (románul: Dileu Nou) falu Romániában, Maros megyében.

## Története
1344-ben tűnik fel először az oklevelekben Delew néven. Mai nevén először 1488-ban említik (Magyardellew).
Kerelőszentpál község része. A trianoni békeszerződésig Maros-Torda vármegye Marosludasi járásához tartozott.

## Népessége
2002-ben 216 lakosa volt, 179 magyar, 22 cigány és 15 román nemzetiségű.

## Vallások
A falu lakói közül 26-an ortodox, 155-en református, 4-en görögkatolikus hitűek és 30 fő római katolikus.